# Arbace
Arbace (HWV A10) ist ein Dramma per musica in drei Akten. Das Pasticcio ist die Bearbeitung des erfolgreichen Librettos Artaserse von Pietro Metastasio, auf der Grundlage der Oper Leonardo Vincis, von Georg Friedrich Händel. Es war in der Saison 1733/34 schon das dritte Pasticcio am Königlichen Theater am Haymarket in London.

## Entstehung
Weniger als einen Monat nach der letzten Vorstellung des Orlando am 5. Mai 1733 schied der berühmte Kastrat Senesino aus Händels Ensemble aus, nachdem er schon mindestens seit Januar mit einer in Planung befindlichen konkurrierenden Operntruppe, die am 15. Juni 1733 gegründet und bald als Opera of the Nobility („Adelsoper“) bekannt werden sollte, über einen Vertrag verhandelt hatte. In identischen Pressemitteilungen des The Bee und des The Craftsman vom 2. Juni heißt es:

“We are credibly inform’d that one Day last Week Mr. H–d–l, Director-General of the Opera-House, sent a Message to Signior Senesino, the famous Italian Singer, acquainting Him that He had no farther Occasion for his Service; and that Senesino reply’d the next Day by a Letter, containing a full Resignation of all his Parts in the Opera, which He had perform’d for many Years with great Applause.”

„Wie wir aus sicherer Quelle erfahren, hat Herr Händel, der Generaldirektor des Opernhauses, dem berühmten italienischen Sänger Signor Senesino letzte Woche eine Nachricht zukommen lassen, in der er ihm mitteilt, dass er keine weitere Verwendung für seine Dienste hat; und dass Senesino am nächsten Tag brieflich antwortete, dass er alle seine Rollen in der Oper abgibt, welche er seit vielen Jahren mit großem Beifall gegeben hatte.“

Senesino schlossen sich fast alle anderen Sänger Händels an: Antonio Montagnana, Francesca Bertolli und die Celestina. Nur die Sopranistin Anna Maria Strada del Pò hielt Händel die Treue. Nachdem er von einer erfolgreichen Konzertreihe im Juli 1733 aus Oxford zurückgekehrt war, schrieb Händel eine neue Oper, Arianna in Creta, für die kommende Saison. und bereitete gleich drei Pasticci mit Musik der „moderneren“ Komponisten Leonardo Vinci und Hasse vor, vielleicht, um die konkurrierende Adelsoper und ihren musikalischen Chef Nicola Porpora mit den eigenen Waffen zu schlagen.
Indes wartete London gespannt auf die neue Opernsaison, wie Antoine-François Prévost d’Exiles, Autor des berühmten Romans Manon Lescaut, in seiner Wochenschrift Le Pour et le Contre (Das Für und Wider) schreibt:

« L’Hiver (c) approche. On scait déja que Senesino brouill’re irréconciliablement avec M. Handel, a formé un schisme dans la Troupe, et qu’il a loué un Théâtre séparé pour lui et pour ses partisans. Les Adversaires ont fait venir les meilleures voix d’Italie; ils se flattent de se soûtenir malgré ses efforts et ceux de sa cabale. Jusqu’à présent ìes Seigneurs Anglois sont partagez. La victoire balancera longtems s’ils ont assez de constance pour l’être toûjours; mais on s’attend que les premiéres représentations décideront la quereile, parce que le meilleur des deux Théâtres ne manquera pas de reussir aussi-tôt tous les suffrages. »

„Der Winter steht vor der Tür. Es ist dem Leser bereits bekannt, dass es zwischen Senesino und Händel zum endgültigen Bruch gekommen ist, und dass ersterer eine Spaltung der Truppe auslöste und ein eigenes Theater für sich und seine Anhänger pachtete. Seine Gegner holten sich die besten Stimmen aus Italien; sie besitzen genug Stolz, um trotz der Machenschaften Senesinos und seiner Clique weitermachen zu wollen. Der englische Adel ist momentan in zwei Lager gespalten; es wird noch lange keine der beiden Parteien siegen, wenn alle entschlossen an ihrer Meinung festhalten. Doch man rechnet damit, dass die ersten Vorstellungen dem Streit ein Ende bereiten werden, denn das bessere der beiden Theater wird unweigerlich die Unterstützung aller auf sich ziehen.“

Händel und Heidegger stellten eilig eine neue Truppe und ein neues Repertoire zusammen. Margherita Durastanti, inzwischen Mezzosopranistin, über drei Jahrzehnte zuvor in Italien Händels Primadonna, in den frühen 1720er Jahren – vor der großen Zeit der Francesca Cuzzoni und Faustina Bordoni – die Hauptstütze der Royal Academy of Music, kehrte aus Italien zurück, obgleich sie ihren letzten Auftritt der Saison am 17. März 1724 mit den gesungenen Zeilen einer englischen Kantate abgeschlossen hatte:

“But let old Charmers yield to new, Happy Soil, adieu, adieu.”

„Doch lasst alte Zauberer den neuen weichen, leb wohl, leb wohl, du glücklicher Boden!“

Durch den fast kompletten Wechsel seines Ensembles, verblieb Händel für die Vorbereitung der neuen Spielzeit sehr wenig Zeit. Dazu kamen noch die Oratorienaufführungen in Oxford, die ihn den Juli über beschäftigten. Es ist anzunehmen, dass er die neue Spielzeit schon zeitiger geplant hatte, ohne etwas von der Kündigung seiner Sänger zu ahnen, denn der Fünf-Jahres-Vertrag, den er mit Heidegger im Jahre 1729 abgeschlossen hatte, lief ja noch, wenn auch in seinem letzten Jahr. Doch nun forderte die neue Situation, dass Händel mehr Opern produzieren musste, als er es in den letzten Jahren getan hatte. So kam es zu der ungewöhnlichen Situation, dass in dieser Saison drei Pasticci am Haymarket produziert wurden. Nach der Semiramide riconosciuta und dem  Caio Fabbricio folgte nun noch Arbace.
Zu Beginn der Spielzeit hatte Händel seine neue Sängerriege vollständig. Zwei neue Kastraten, Carlo Scalzi und Giovanni Carestini, waren engagiert worden, und so konnte Händel am 30. Oktober, dem Geburtstag von König George (ein Tag, der üblicherweise mit einem fürstlichen Ball im St James’s Palace begangen wurde), mit dem Pasticcio Semiramide die Spielzeit eröffnen: zwei Monate vor seinen Konkurrenten, obwohl er neue Sänger hatte, die Adelsoper dagegen seine alte Truppe. Dann gab es eine Wiederaufnahme seines Ottone (13. November) und die Bearbeitung einer Oper von Johann Adolph Hasse, Caio Fabbricio (4. Dezember 1733). Auf die Premiere von Porporas Arianna in Nasso am 1. Januar 1734 bei der konkurrierenden Adelsoper, war aber seine Antwort nicht seine eigene Arianna – obwohl diese längst abgeschlossen war – sondern eben Arbace – unter dem originalen Titel Artaserse der beliebteste Opernstoff Italiens. Sicherlich hing die Wahl des Stückes mit der Tatsache zusammen, dass die Partie des Arbace in Vincis Erfolgsoper für Carestini komponiert worden war, so dass der Sänger hier noch einmal an seinen großen Erfolg anknüpfen konnte: um der Rollenhierarchie auch äußerlich zu genügen, änderte Händel wohl auch den Titel und benannte sie nach der Partie seines ersten Protagonisten. Doch er hatte eine noch weitergehende Strategie: Er wollte Porporas neuer Musik und dem aktuellen Geschmack der Adelsoper bewusst nicht seine, sondern die moderne, von der Melodie dominierte und weniger kontrapunktische Schreibweise des „gegnerischen“ Lagers, noch dazu deren populärste Gesänge der vergangenen Jahre, entgegensetzen. Deshalb hatte er in der laufenden Spielzeit schon zwei Pasticci auf die Bühne gebracht, welche jedoch nur wenige Aufführungen hatten. Ging diese Berechnung also vorerst wenig auf, so hatte doch jetzt Arbace mit immerhin neun Vorstellungen (sechs Abende im Januar und drei weitere im März) einen gewissen Eindruck gemacht. John Walsh gab eine kleine Arien-Sammlung, The Favourite Songs in the Opera call'd Arbaces, heraus.
Insgesamt wurde aber die Hoffnung, die Konkurrenz mit deren eigenen Waffen in Schach halten zu können, enttäuscht. Händels Anhänger waren auf dessen Kompositionen fixiert, während diejenigen, die er mit der Musik der neuen Italiener zu gewinnen hoffte, nicht zuletzt aus Loyalität zur Konkurrenz fernblieben.
Besetzung der Uraufführung
- Arbace – Giovanni Carestini, genannt „Il Cusanino“ (Mezzosoprankastrat)
- Mandane – Anna Maria Strada del Pó (Sopran)
- Artaserse – Carlo Scalzi, genannt „Il Cichione“ (Soprankastrat)
- Artabano – Margherita Durastanti (Mezzosopran)
- Semira – Maria Caterina Negri (Alt)
- Megabise – Maria Rosa Negri (Mezzosopran)

Die Opera of the Nobility reagierte ein halbes Jahr später mit einer Pasticcio-Bearbeitung von Johann Adolph Hasses Artaserse, der zweiten berühmten Vertonung des Metastasio-Textes, und erzielte damit einen ganz außergewöhnlichen Erfolg. Der berühmte Kastrat Farinelli (der nie unter Händel sang), erzielte damit seinen Durchbruch in London und sang hier eine seiner bekanntesten Arien: Son qual nave ch'agitata.

## Libretto
Textvorlage für die Oper ist Pietro Metastasios Erfolgsdichtung, sein „dramma per musica“ Artaserse, erstmals aufgeführt in der Karnevalssaison, am 4. Februar 1730 im Teatro delle Dame in Rom mit der Musik von Leonardo Vinci, seiner letzten Oper vor seinem mysteriösen Tod. Nur sieben Tage später wurde Hasses Artaserse in Venedig uraufgeführt. Es handelte sich also – wie schon im Falle von Ezio (1728/29) und Semiramide riconosciuta (1729) – um eine „Doppelpremiere“ der neuesten Dichtung Metastasios in Rom und Venedig, deren Text der Dichter selbst deutlich vor der „offiziellen“ römischen Premiere nach Venedig geschickt haben muss, wofür er – dem „Bilanzo“ der Spielzeit 1729/30 des Teatro San Giovanni Grisostomo zufolge – die ansehnliche Summe von £ 3300 erhielt.
Bei Artaserse handelt es sich um einen der beliebtesten Opernstoffe des 18. Jahrhunderts und eines der meistvertonten Libretti: Es sind mehr als 90 Vertonungen bekannt. Nach Vinci und Hasse, seien Giuseppe Antonio Paganelli (Braunschweig 1737), Giovanni Battista Ferrandini (München 1739), Christoph Willibald Gluck (Mailand 1741), Pietro Chiarini (Verona 1741), Carl Heinrich Graun (Berlin 1743), Giuseppe Scarlatti (Lucca 1747), Baldassare Galuppi (Wien 1749), Johann Christian Bach (London 1760), Josef Mysliveček (Neapel 1774) und Marcos António Portugal (Lissabon 1806) beispielhaft genannt. Das ursprüngliche Libretto wurde dabei oft bearbeitet und auch in andere Sprachen übersetzt: Thomas Arne komponierte seinen Artaxerxes 1762 in englischer Sprache.
Wolfgang Amadeus Mozarts Arie für Sopran und Orchester Conservati fedele (KV 23, 1765) ist eine Vertonung der Abschiedsverse von Artaserses Schwester Mandane am Ende der ersten Szene.

## Handlung

### Historischer und literarischer Hintergrund
Die Handlung nimmt Bezug auf die historische Figur des persischen Großkönigs Artaxerxes I. im 5. Jahrhundert v. Chr., den Sohn des Xerxes I. und der Amestris, der entsprechend der Übermittlung des Diodor (Diodori Siculi Bibliotheca historica, 11. Buch, 71, 2) nach der Ermordung seines Vaters in einer Palastrevolte, diesem unter nicht vollständig zu klärenden Umständen jung auf dem Thron nachfolgte. Plutarch wiederum berichtet über Artaxerxes in seinen Bíoi parálleloi (Parallele Lebensbeschreibungen) und betont die Milde und den Edelmut des Persers (Artaxerxes 4, 4). In Themistokles (27-29) liefert Plutarch Belege für die edle Gesinnung und politische Weitsicht des Artaxerxes, da er den Gegner seines Vaters, Themistokles, der aus Griechenland flüchten musste, ehrenvoll bei sich aufnimmt. Auch Strabons behandelt den Großkönig in seiner Geographica unter dem Namen Eratosthenes (1. Buch, Kapitel 3, 4). Nepos lobt seine Schönheit und schildert ihn als starken und tapferen Krieger (De Regibus Exterarum Gentium 1, 4), auch Diodor betont die effiziente, aber dennoch milde Regierung Artaxerxes’ I., der in hohem Ansehen bei den Persern gestanden haben soll. In der Tat hat er sich in seiner langen Regierungszeit als fähiger und energischer König erwiesen, der trotz seiner Jugend bei Herrschaftsantritt die persische Weltmachtstellung gefestigt hat. Der Leumund dieses Königs ist in der griechischen Überlieferung durchaus positiv.

### Inhalt
Artabano gesteht seinem Sohn Arbace, Serse, den König der Perser getötet zu haben. Sein Sohn und Thronfolger Artaserse soll gestürzt werden, um Arbace an die Macht zu bringen.
Arbace, der aufgrund seiner Liebe zu Mandane, Artaserses Schwester, von Serse verbannt wurde, will die Intrigen seines Vaters nicht unterstützen, da er seit frühester Kindheit Artaserse in Freundschaft verbunden ist. Artaserse lässt seinen Bruder Dario als Vatermörder töten, doch dies stellt sich bald als Missverständnis heraus und Arbace gerät unter Verdacht.
Um seinen Vater Artabano zu schützen, wehrt sich Arbace nicht gegen die Anschuldigungen. Artaserse bestimmt Artabano zum Richter über seinen Sohn und dieser verurteilt ihn zum Tode. Artaserse, der selbst nicht überzeugt von der Schuld Arbaces ist, verhilft diesem zur Flucht.
Artabano wiegelt, gemeinsam mit seinem Verbündeten Megabise das Volk zum Putsch auf und bereitet einen vergifteten Trank für Artaserse, um ihn zu töten. Doch Arbace kann den Putsch verhindern.
Artaserse, nun überzeugt von Arbaces Unschuld, reicht ihm den (vergifteten) Trank zum Schwur. Artabano fährt dazwischen, er könnte es nicht ertragen seinen Sohn vergiftet zu sehen – und gesteht seine Schuld ein: er ist der Mörder des Serse und der Verräter. Artaserse lässt ihn zum Tode verurteilen, doch Arbace bittet um Gnade für ihn. Artabano wird in die Verbannung geschickt und Arbace erhält Mandane als Gattin, während Artaserse sich mit Arbaces Schwester Semira vermählt. Gerechtigkeit und Güte haben gesiegt.

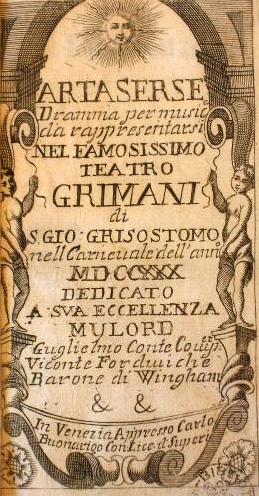
Titelblatt des originalen Librettos zu Johann Adolph Hasses Vertonung von Artaserse (1730)

### Argomento
„Als die Macht des Persischen Monarchen Xerxes, nach verschiedenen Niederlagen, welche er von den Griechen erlitten hatte, täglich mehr abnahm; so gerieth ein ehrgeiziger Vertrauter desselben, der Obrist seiner Leibwacht, Artabanus, in Versuchung sich an die Stelle seines Herrn auf den Persischen Thron zu schwingen, und zu diesem Ende ihn, mit sammt der ganzen übrigen Königlichen Familie, aus dem Wege zu räumen. Hiezu brauchte er das Vorrecht seines Posten, unmittelbar um den König zu seyn, gieng einst des Nachts in das Schlafzimmer des Xerxes und brachte ihn um. Nun wiegelte er die beyden hinterlassenen Prinzen desselben gegen einander auf, erregte bey dem ältesten, Artaxerxes, den Verdacht, daß der jüngere, Darius, an der Ermordung ihres Vaters Schuld sey, und wußte es so weit zu treiben, daß Artaxerxes den Darius umbringen ließ. Jetzt fehlte dem Treulosen, zu gänzlicher Erreichung seiner Absichten, nichts mehr als auch den Artaxerxes noch aus der Welt zu schaffen. Schon hatte er alle Anstalten dazu getroffen, deren Ausführung zuerst durch mancherley Vorfälle (die in gegenwärtigem Schauspiel zu Zwischenhandlungen benutzt sind) aufgehalten, endlich aber gar rückgängig gemacht wurden, indem die Verrätherey herauskam, und Artaxerxes sich dagegen sicher stellte. Diese Entdeckung und die Rettung des Artaxerxes macht den Hauptstoff gegenwärtigen Schauspiels aus.
Der Schauplatz ist in Susa, der Residenz der Persischen Monarchen.
Die Poesie von dem Herrn Abt Metastasio.“

## Musik
Für die Einrichtung seines Pasticcios verwendete Händel ein Manuskript, welches er kurz zuvor (zusammen mit der Ariensammlung für Caio Fabbricio) von seinem Freund und späteren Librettisten Charles Jennens erworben hatte. Dieses Manuskript, heute in der Sibley Music Library der University of Rochester (USA), ist eine vollständige Partitur von Vincis Oper. Händels Bleistift-Notizen in dieser Partitur geben Hinweise auf seine Umstellungen und Striche. Studiert man diese und die letztendliche Direktionspartitur, so kommt man zu dem Schluss, dass es vermutlich seine ursprüngliche Planung war, möglichst wenig an der Oper von Vinci zu ändern. So ließ er zunächst, für die ersten fünf Szenen, die Rezitative (in gekürzter und leicht umgearbeiteter Form) von Smith sen. aus der Jennens-Partitur kopieren, aber schon in der dritten Szene begann der Kopist einige Stellen unausgefüllt zu lassen, wie es er auch schon im Handexemplar des Lucio Papirio dittatore getan hatte.
Die Partie des Artabano beispielsweise, die zunächst mit dem Bassisten Gustav Waltz besetzt werden sollte, wurde dann als Hosenrolle von Margherita Durastanti übernommen. Daher sind ihre Rezitative und ihre erste Arie noch im Bassschlüssel notiert und wurden aus Zeitgründen nicht mehr umgeschrieben. Erst danach erscheint die Partie auch in der Direktionspartitur der tatsächlichen Besetzung entsprechend in der Mezzosopranlage. Ähnliches gilt für den Austausch der Rolle der Semira zwischen Durastanti (Mezzosopran, zunächst im Sopranschlüssel notiert, einschließlich Arie Nr. 4) und Maria Caterina Negri (Alt, spätere Rezitative im Altschlüssel notiert), deren Rolle des Megabise schließlich von ihrer Schwester Maria Rosa Negri übernommen wurde.
Nach der Änderung der Besetzung, die sich offenbar zu dem Zeitpunkt herausstellte, als Smith am kopieren der sechsten Szene war, schrieb Händel alle Rezitativnoten von eigener Hand, während Smith zuvor nur den Text übertragen hatte. Er übernahm dabei auch viele Passagen Vincis unverändert, sodass es in der Direktionspartitur sehr schwierig ist, die beiden Komponisten auseinanderzuhalten.
Schmidt muss mit dem Kopieren in die Direktionspartitur bereits im Oktober 1733 begonnen haben, vor dem Ausscheiden von Waltz, der ein Doppelengagement eingegangen war und auch in einem Stück von Johann Friedrich Lampe am Drury Lane Theatre auftrat. (Dies hatte auch Änderungen in der Partitur der Semiramide erforderlich gemacht, welche am 30. Oktober Premiere hatte.) Die endgültige Version enthielt dann vier Arien von Hasse und zwei von Giovanni Porta. Von Vincis Partitur blieben schließlich vierzehn Arien, ein Arioso, ein Duett, der Schlusschor und drei Accompagnato-Rezitative. Carestini hatte zwar den Arbace in Vincis Oper in Rom gesungen, aber da sich seine Stimme inzwischen etwas gesenkt hatte, musste Händel seine Arie Mi scacci sdegnato durch eine andere ersetzen und die zweite Hälfte des Arioso Perchè tarda (Nr. 19) streichen. Aber Carestini bekam, wie schon in Semiramide und Caio Fabbricio, einen „Last Song“. Zunächst wollte er dort Son qual nave che agitata (Nr. 9b), eine Arie unbekannter Herkunft (nicht zu verwechseln mit der von Farinelli in Lucca und London bei der Konkurrenz dargebotenen Arie von Hasse), singen, aber später wurde diese mit Di te degno non sarai (Nr. 26b) von Giovanni Porta ersetzt und Son qual nave wurde auf das Ende des ersten Aktes verlegt, wo es die berühmte Vo solcando un mar crudele (Nr. 9a) von Vinci verdrängte.
Ähnlich bei Scalzi, der seine Arie im dritten Akt, Nuvoletta opposta al sole, die ihm zu hoch lag, mit einer Arie von Hasse (Potessi al mio diletto, Nr. 17, aus Dalisa, 1730) austauschen wollte. Aber die Seiten, die dafür in der Partitur leer gelassen worden waren, wurde dann mit einer anderen, Se l’amor tuo mi rendi (ebenso Hasse, Nr. 20, aus Siroe, 1733) ersetzt und die Dalisa-Arie wanderte in den zweiten Akt.
Da Händel die Sinfonia (Ouvertüre) Vincis bereits als Einleitung zu Semiramide riconosciuto verwendet hatte, wählte er als Ersatz die Sinfonia zu Alessandro Scarlattis Hirtenspiel II pastore di Corinto (Neapel 1701), entgegen seinen Gepflogenheiten bei der Zusammenstellung der Pasticci ein sehr altmodisches Stück.

## Händel und das Pasticcio
Das Pasticcio war für Händel eine Quelle, von der er in dieser Zeit, da ihn die Konkurrenz-Situation mit der Adelsoper unter Druck setzte, häufiger Gebrauch machte. Sie waren weder in London noch auf dem Kontinent etwas Neues, aber Händel hatte in den Jahren zuvor bisher nur eines, L’Elpidia, ovvero Li rivali generosi im Jahre 1724 herausgebracht. Jetzt lieferte er innerhalb von fünf Jahren gleich sieben mehr: Ormisda 1729/30, Venceslao 1730/31, Lucio Papirio dittatore im Jahre 1731/32, Catone 1732/33, und nun nicht weniger als drei, Semiramide riconosciuta, Caio Fabbricio und Arbace 1733/34.
Händels Arbeitsweise bei der Konstruktion der Pasticci war sehr verschieden, alle Stoffe aber basieren auf in den europäischen Opernmetropolen vertrauten Libretti von Zeno oder Metastasio, denen sich viele zeitgenössische Komponisten angenommen hatten – vor allem Leonardo Vinci, Johann Adolph Hasse, Nicola Porpora, Leonardo Leo, Giuseppe Orlandini und Geminiano Giacomelli. Händel komponierte die Rezitative oder bearbeitete bereits vorhandene aus der gewählten Vorlage. Sehr selten schrieb er eine Arie um, in der Regel, um sie einer anderen Stimmlage und Tessitur anzupassen. Wo es möglich war, bezog er das Repertoire des betreffenden Sängers in die Auswahl der Arien mit ein. Meist mussten die Arien, wenn sie von einem Zusammenhang in den anderen transferiert oder von einem Sänger auf den anderen übertragen wurden, transponiert werden. Auch bekamen diese mittels des Parodieverfahrens einen neuen Text. Das Ergebnis musste durchaus nicht immer sinnvoll sein, denn es ging mehr darum, die Sänger glänzen zu lassen, als ein stimmiges Drama zu produzieren. Abgesehen von Ormisda und Elpidia, die die einzigen waren, welche Wiederaufnahmen erlebten, waren Händels Pasticci nicht besonders erfolgreich, aber wie auch die Wiederaufnahmen, erforderten sie weniger Arbeit als das Komponieren und Einstudieren neuer Werke und konnten gut als Lückenbüßer oder Saisonstart verwendet werden oder einspringen, wenn eine neue Oper, wie es bei Partenope im Februar 1730 und Ezio im Januar 1732 der Fall war, ein Misserfolg war.
Händel Pasticci haben ein wichtiges gemeinsames Merkmal: Die Quellen waren allesamt zeitgenössische und populäre Stoffe, welche in jüngster Vergangenheit von vielen Komponisten, die im „modernen“ neapolitanischen Stil setzten, vertont worden waren. Er hatte diesen mit der Elpidia von Vinci in London eingeführt und später verschmolz dieser Stil mit seiner eigenen kontrapunktischen Arbeitsweise zu jener einzigartigen Mischung, welche seine späteren Opern durchdringen.

## Erfolg und Kritik
Händels Nachbarin in der Brook Street und seine lebenslange Verehrerin Mrs. Pendarves (früher Mary Granville) war eine regelmäßige Korrespondentin der Neuigkeiten vom Londoner Musikleben an ihre Schwester und sie schrieb:

“I went with Lady Chesterfield in her box. […] ’Twas Arbaces, an opera of Vinci’s, pretty enough, but not to compare to Handel’s compositions.”

„Ich begleitete Lady Chesterfield in ihre Loge. [...] Es gab Arbaces, eine Oper von Vinci, ganz nett, aber mit Händels Kompositionen nicht zu vergleichen.“

## Orchester
Zwei Oboen, Fagott, zwei Hörner, Trompete, Streicher, Basso continuo (Violoncello, Laute, Cembalo).